# 붉은가슴흰죽지
붉은가슴흰죽지(Aythya baeri)는 기러기목 오리과에 속하는 매우 드문 겨울철새이다. 수컷은 머리에 녹색 광택이 나는 검은색이고 홍채는 흰색이다. 가슴은 적갈색, 옆구리는 갈색이며 옆구리에 흰색 무늬도 있다. 암컷은 머리와 목이 어두운 갈색 기운이 있는 녹색이고 홍채가 갈색이다.
전 세계에 있는 생존 개체수가 1000 이하로 추정되는 IUCN 위급종이다. 서식지 상실과 사냥 등이 원인이다.